# WAFS (Hörfunksender)
Koordinaten: 33° 48′ 34″ N, 84° 21′ 14″ W
WAFS oder WAFS-AM (Branding: „Mega 1190“) ist ein US-amerikanischer Hörfunksender aus Atlanta im US-Bundesstaat Georgia. WAFS sendet auf der Mittelwellen-Frequenz 1190 kHz. Das Sendeformat ist auf die hispanische Gesellschaft ausgerichtet. Eigentümer und Betreiber ist die South Texas Broadcasting, Inc. .